# كانفاس (فلم 2006)
كانفاس هو فيلم درامي من إنتاج عام ٢٠٠٦، من تأليف وإخراج جوزيف جريكو، ويدور حول عائلة من فلوريدا تتعامل مع أم مصابة بالفصام . عُرض الفيلم لأول مرة في أكتوبر ٢٠٠٦ في مهرجان هامبتونز السينمائي الدولي بنيويورك . صرّح جريكو بأن الفيلم مستوحى من تجارب طفولته مع أم مصابة بالفصام. 

## الحبكة
يعود كريس مارينو، البالغ من العمر عشر سنوات، إلى المنزل بعد إقامة قصيرة لدى أقاربه، والتي كانت ضرورية بسبب حالة والدته ماري، التي تعاني من الفصام. في المنزل، تتفاقم حالة ماري، وتؤدي أوهامها وجنون الارتياب لديها إلى ازدراء الجيران وتكرار زيارات الشرطة. وعندما تُودَع ماري في مؤسسة علاجية بعد فشل أدويتها، يبقى كريس مع والده جون، الذي انسحب إلى بناء قارب في مدخل منزل العائلة.
في أحد الأيام، يذهب كريس إلى المدرسة مرتديًا قميصًا كانت والدته قد رقعته وخاطت عليه قطعة قماش. وعندما أعجب زملاؤه في الصف بالرقعة، ادعى كريس أنه هو من صنعها، مما قاده إلى البدء في صناعة قمصان لزملائه في المدرسة، كوسيلة للتكيف مع وضعه.

## طاقم التمثيل
- جو بانتوليانو في دور جون مارينو
- مارسيا جاي هاردن في دور ماري مارينو
- ديفون جيرهارت في دور كريس مارينو
- صوفيا بيرلي في دور داون
- ماركوس جونز في دور سام
- أنتوني ديل ريو في دور جريج

الإنتاج
قال المخرج جوزيف غريكو: "الفيلم مستوحى بالتأكيد من والدتي، لكن لا يمكنني القول إنه مطابق تمامًا لطفولتي. لم أشعر بأن من الضروري الالتزام التام بالوقائع. أستطيع القول إنه يروي الحقيقة العاطفية عن والدي وعنّي ونحن نحاول التأقلم بأفضل ما نستطيع." شارك جو بانتوليانو في إنتاج الفيلم وساعد غريكو في تطوير الفكرة.
خلال الأسبوع الثالث من تصوير الفيلم في 24 تشرين الأول 2005، ضرب الإعصار ويلما ولاية فلوريدا وكاد أن يوقف عملية الإنتاج، لكن بعد انتظار مرور الإعصار، تمكن الطاقم والممثلون من الصمود وإتمام تصوير الفيلم.
العرض
عُرض الفيلم لأول مرة في مهرجان هامبتونز السينمائي الدولي في تشرين الأول 2006، ثم عُرض لاحقًا في العام نفسه في مهرجان فورت لودرديل السينمائي الدولي بتاريخ 12 تشرين الثاني 2006. عُرض لأول مرة في ألمانيا في 10 شباط 2007 في السوق الأوروبية للأفلام، وفي فرنسا بتاريخ 21 أيار 2007 في سوق كان السينمائي.
عُرض فيلم "كانفَس" أيضًا في مهرجان دالاس السينمائي الدولي، ومهرجان سيدونا السينمائي الدولي، ومهرجان نانتَكِت السينمائي، ومهرجان ساراسوتا السينمائي.
عُرض الفيلم في إصدار محدود داخل الولايات المتحدة في 12 تشرين الأول 2007.

## الاستقبال النقدي
في موقع "روتن توميتوز"، حصل الفيلم على تقييم إيجابي من 78٪ من النقاد بناءً على 27 مراجعة. وجاء في إجماع النقاد في الموقع: "فيلم كانفَس هو تصوير صادق للمرض العقلي، يتميّز بأداءات رائعة." أما في موقع "ميتاكريتيك"، فقد حصل الفيلم على متوسط تقييم بلغ 67 من 100، استنادًا إلى 10 مراجعات.
كتب جون أندرسون في مجلة "فارايتي" أن غريكو "أنشأ قصة تعمل كدراما عائلية وتشبيه للمرض العقلي والفن." ومنح روجر إيبرت من صحيفة "شيكاغو صن-تايمز" الفيلم ثلاث نجوم من أصل أربع وكتب: "لقد أشاد خبراء الصحة النفسية بتصوير الفصام في الفيلم باعتباره دقيقًا ومتفهِّمًا على نحو غير معتاد."
نال أداء كل من هاردن وبانتوليانو مديحًا كبيرًا، وكتب جيسون أندرسون من صحيفة "تورونتو ستار" عن الأخير على وجه الخصوص: "معروف بأدواره كشخصيات خبيثة في أفلام مثل مِمنتو وماتريكس، لكنه يثبت أنه أكثر جاذبية في دورٍ هادئ لرجلٍ صالح جوهريًا لكنه لا يعرف كيف يتعامل مع زوجته المضطربة وابنه المذهول." وأضافت مجلة "فارايتي" أن بانتوليانو قدّم "أداءً يحطم الصور النمطية كرجل عائلة حساس يحب زوجته مهما كانت مصابة بجنون الارتياب أو الوهم أو السلوك الهدّام." كما أضاف أندرسون من "تورونتو ستار": "ومن الجدير بالثناء أيضًا إصرار غريكو على عدم الإثارة في تناول موضوع الفصام، بل أبقى المرض ضمن سياق واقعي وعادي تمامًا."
الجوائز
في مهرجان فورت لودرديل السينمائي الدولي، فاز الفيلم بجائزة الجمهور، وفاز جو بانتوليانو بجائزة أفضل أداء درامي. وفي مهرجان سيدونا السينمائي الدولي، فاز الفيلم بجائزة أفضل فيلم روائي، وفاز بانتوليانو بجائزة الأداء المتميز. كما حصل الفيلم على جوائز الجمهور في مهرجان نانتَكِت السينمائي ومهرجان ساراسوتا السينمائي. ومنحت التحالف الوطني للأمراض النفسية الفيلم جائزة الإعلام المتميز عن فيلم درامي.

## روابط خارجية
- الموقع الرسمي
- كانفاس  في قاعدة بيانات الأفلام على الإنترنت (بالإنجليزية)
- كانفاس (فلم 2006) في روتن توميتوز.
- Canvas at Box Office Mojo